# San Pelagio (Duino-Aurisina)
San Pelagio (Šempolaj in sloveno) è un centro agricolo del comune sparso di Duino-Aurisina, in provincia di Trieste, nel Friuli-Venezia Giulia, abitato prevalentemente da una popolazione di lingua slovena.
Costituita da un nucleo storico di costruzioni in stile carsico poste lungo la rotabile che collega il capoluogo comunale con il confine di Stato con la Slovenia, che dista poche centinaia di metri, a nord dell'abitato. Si è espanso nel secondo dopoguerra con la costruzione di abitazioni e piccoli stabilimenti agricoli più moderni. Il piccolo paesino è sito in una posizione invidiabile, dalla quale si gode una bella vista sul golfo di Trieste. È un importante centro vitivinicolo.

## Storia
Il paese viene citato, per la prima volta, nel 1421 con il nome di Sancto Pellagio. In esso si trovava la sede amministrativa cui appartenevano anche Aurisina, Prepotto, Bristie e Samatorza; nel 1524 l'urbario di Duino vi include anche Slivia, Precenico, Ternova Piccola e la località non più esistente di Rubiach.
La chiesa del paese, dedicata all'omonimo santo, venne costruita intorno al 1500. Rimaneggiata più volte ha la forma attuale dal 1780. L'altare laterale proviene dalla chiesa di Sant'Antonio, non più esistente, che in antichità si trovava sulla strada che collega la località col villaggio di Slivia. La casa parrocchiale risale al 1566 ed è probabilmente uno degli edifici più antichi del Carso triestino conservatosi senza modifiche.
Il comune di San Pelagio venne sciolto nel 1928 e fuso con i comuni di Aurisina, Duino, Malchina e Slivia, formando il nuovo comune di Duino-Aurisina.
Il paese è dotato di una scuola materna comunale e di una scuola primaria, quest'ultima dedicata a Stanko Gruden, entrambe con lingua d'insegnamento slovena. Presente nel borgo anche un circolo culturale, il Vigred, nato negli anni Sessanta del Novecento.
Il paese ospita il Parco “Lupinc Škaljunk”, la trincea costruita dai prigionieri russi durante la Prima Guerra Mondiale. Allora territorio austroungarico, combatterono soldati polacchi, cechi, ungheresi e bosniaci.